# Kanton Saint-Flour-Sud
Saint-Flour-Sud is een voormalig kanton van het Franse departement Cantal. Het kanton maakte deel uit van het arrondissement Saint-Flour. Het kanton is opgeheven bij decreet van 13 februari 2014, met uitwerking op 22 maart 2015.

## Gemeenten
Het kanton Saint-Flour-Sud omvatte de volgende gemeenten:
- Alleuze
- Cussac
- Lavastrie
- Neuvéglise
- Paulhac
- Saint-Flour (deels, hoofdplaats)
- Sériers
- Tanavelle
- Les Ternes
- Ussel
- Valuéjols
- Villedieu